# Charly Bouvy
Charles (Charly) Bouvy (Ukkel, 2 december 1942 - 2006) was een Belgisch hockeyer en bobsleeër.

## Levensloop
Bouvy was actief bij Relais HC. Daarnaast maakte hij deel uit van het Belgisch hockeyteam, waarmee hij onder meer deelnam aan de Olympische Zomerspelen van 1968 en 1972.
Ook was hij actief in het bobsleeën. Tijdens de Olympische Winterspelen van 1964 nam hij met het Belgisch team deel in de 4-mansbob.
Van beroep was Bouvy couturier. Hij had een zaak in de Louizalaan te Brussel.